# Brunei zászlaja
Brunei zászlaja jelenlegi formájában – a félhold kivételével – 1906 óta van használatban (Brunei akkor vált „védett” állammá). A színek a Brunei és az Egyesült Királyság megállapodása fő aláíróinak a zászlóiról származnak: a szultánéról a sárga, Pengiran Bendaharáéról a fehér, Pengiran Pemancháéról a fekete. A félholdat 1959-ben helyezték el a zászlón.
Az árbóc és a talapzat a kormányzat három szintjét képviseli, a négy toll pedig az igazságot, a nyugalmat, a békét és a jólétet. A kezek azt jelentik, hogy az állam a polgárok érdekeit védi és mozdítja elő. A félhold az iszlám szimbóluma, amely itt államvallás.
Az arab felirat az ország jelmondata, jelentése: „Mindig Isten irányításával szolgálj.” Az állam neve is megjelenik maláj nyelven a feliratszalagon.